# Диртутьгадолиний
Диртутьгадоли́ний — бинарное неорганическое соединение, интерметаллид
гадолиния и ртути
с формулой GdHg2,
кристаллы.

## Получение
- Сплавление стехиометрических количеств чистых веществ:

{\displaystyle {\mathsf {Gd+2Hg\ {\xrightarrow {515^{o}C}}\ GdHg_{2}}}}

## Физические свойства
Диртутьгадолиний образует кристаллы тригональной сингонии, пространственная группа P3m1, параметры ячейки a = 0,4853 нм, c = 0,3477 нм, Z = 1,
структура типа дикадмийцезия CeCd2
.
Соединение образуется по перитектической реакции при температуре 615 °C  или
конгруэнтно плавится при температуре ≈1100 °C .